# Crvena četvrt
Crvena četvrt (engleski: red-light district) dio je urbanoga naselja s velikom količinom prostitucije i trgovina seksualne tematike poput sex shopova, striptiz-klubova i drugog. Crvene su četvrti u većini slučajeva asocirane posebice s ženskom uličnom prostitucijom, iako u nekim gradovima može biti i muške prostitucije te gej barova. Mnogi veliki gradovi u svijetu imaju međunarodno-poznate crvene četvrti.

## Legalnost
Neke crvene četvrti (poput De Wallena u Nizozemskoj ili Reeperbahna u Njemačkoj) službeno su dezignirane kao mjesta gdje je prostitucija legalizirana i regulirana. Njih su često stvarale gradske vlasti kako bi prostituciju i srodne aktivnosti dovele pod kontrolu i ograničile na određenu lokaciju.
Poneke crvene četvrti (poput onih u Hagu) imaju mrežu video nadzora kako bi se spriječili nezakoniti oblici prostitucije (poput dječje prostitucije).